# Scaptodrosophila howensis
Scaptodrosophila howensis är en tvåvingeart som först beskrevs av Parson och Bock 1980.  Scaptodrosophila howensis ingår i släktet Scaptodrosophila och familjen daggflugor. Inga underarter finns listade i Catalogue of Life.